# Uncarina grandidieri
Uncarina grandidieri ist eine Pflanzenart aus der Gattung Uncarina in der Familie der Sesamgewächse (Pedaliaceae).

## Beschreibung

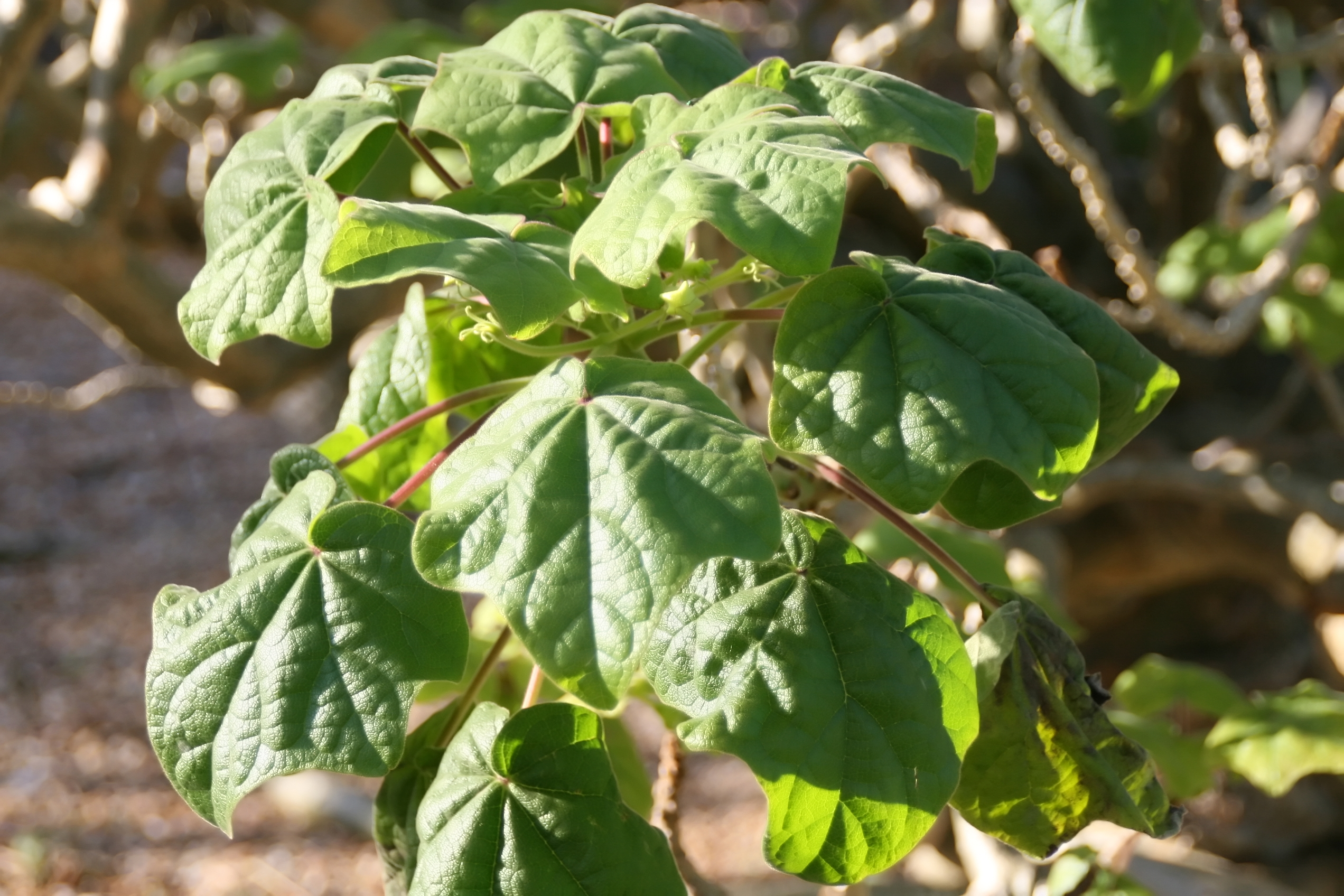
Laubblätter

Uncarina grandidieri wächst als kleiner Baum mit einer dicht verzweigten Krone, wird bis etwa 3,5 Meter hoch und der Stammdurchmesser kann bis 30 Zentimeter erreichen. Die nur wenig gelappten Blätter werden 14 Zentimeter lang und 19 Zentimeter breit. Es werden 3 bis 5 größere, stumpfe Lappen ausgebildet und 2 kleinere, eher unscheinbare, die nahe der Blattbasis angeordnet sind. Zwischen der Blattober- und der -unterseite besteht farblich kaum ein Unterschied, im Vergleich zu U. decaryi. Auf der Oberseite werden nur wenige Haare mit einem reduzierten Kopf ausgebildet, die Unterseite hingegen ist mit einer dichteren Anordnung von Schleimdrüsen mit kurzem Stiel und lang und kurz gestielten Haaren mit ebenfalls reduziertem Kopf versehen.

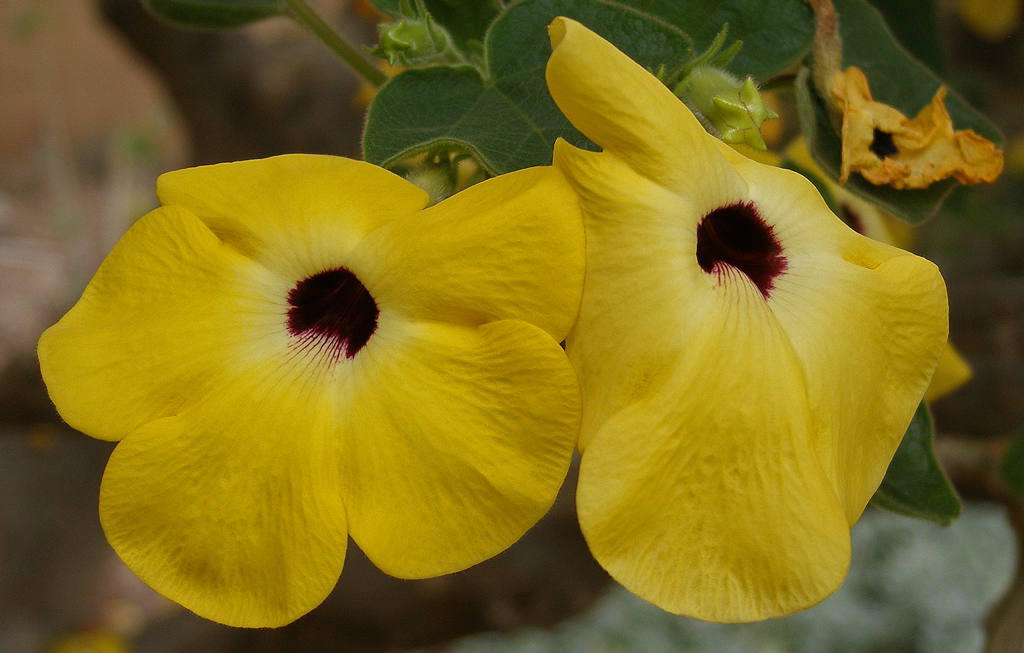
Einzelblüten

Der Blütenstand besteht aus Cymen mit 3 bis 9 Einzelblüten, die in großen Büscheln stehen. Die goldgelben bis gelben Blüten besitzen im Schlund eine dunkelrote Verfärbung, von der aus sich rote Linien zur Basis des unteren Lappens ziehen. Die Verfärbung kann manchmal auch fehlen. Die Blütenröhre wird etwa 5 Zentimeter lang.
Die seitlich zusammengedrückte Frucht ist in der Seitenansicht eiförmig und mit einem langen, schmalen und spitzen Schnabel versehen. Die Früchte werden 7 Zentimeter lang und 4 Zentimeter breit. Es werden zwei verschiedene Stachelformen auf den Früchten ausgebildet. Die bis 20 Millimeter langen Hakenstacheln stehen etwa zu fünft in einer Reihe, wobei sie nicht über den Schnabel hinaus gehen. Die Basis der Stacheln ist verbreitert. Die zahlreichen einfachen Stacheln sind etwa bis 3 Millimeter lang. Es werden keine falschen Scheidewände ausgebildet. Die verkehrt-eiförmigen Samen werden 8 Millimeter lang und 5 Millimeter breit. Die Flügel sind 0,5 Millimeter groß.

## Verbreitung und Systematik
Uncarina grandidieri ist endemisch im Südwesten und Süden von Madagaskar, im Südwesten und Süden der Provinz Toliara auf Kalkböden verbreitet.
Die Erstbeschreibung der Art, als Harpagophytum grandidieri Baill., erfolgte 1887 durch Henri Ernest Baillon. Hans-Dieter Ihlenfeldt und Herbert Straka stellten die Art 1962 in die Gattung Uncarina. Weitere Synonyme für Uncarina grandidieri (Baill.) Ihlenf. & Straka sind Uncaria grandidieri (Baill.) Kuntze, Harpagophytum dimidiatum Baill., Uncarina dimidiata (Baill.)  Ihlenf. & Straka und Uncarina didieri Stapf.
Uncarina grandidieri ist die Typusart der Gattung.